# ناميغاوا
ناميغاوا (باليابانية: 滑川町) هي بلدية في اليابان، وبلدة في اليابان، تقع في سايتاما، بلغ عدد سكانها 19,063 نسمة وذلك حسب إحصائيات سنة 2018، تبلغ مساحتها 29.68 كيلومتر مربع.